# Димитров, Владимир
Владимир Димитров (род. 11 апреля 1968) — болгарский шахматист, гроссмейстер (1993).
В составе национальной сборной участник 2-х Олимпиад (1994—1996) и 2-х командных чемпионатов Европы (1989—1992).

## Изменения рейтинга
| Графики недоступны из-за технических проблем. См. информацию на Фабрикаторе и на mediawiki.org. |